# Dodelijk Jamaica

De ligging van Jamaica in het Caraïbisch gebied.

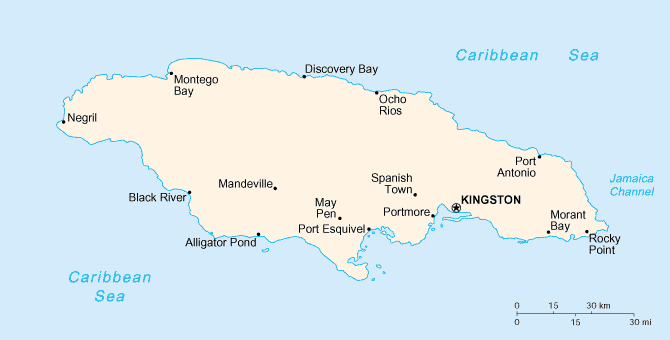
Een detailkaart van Jamaica.

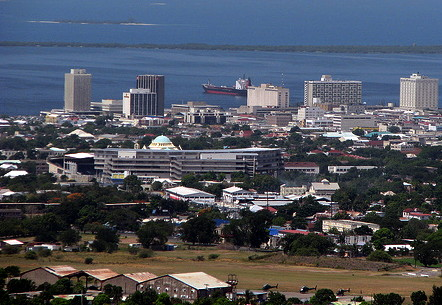
Het centrum van Kingston met op de achtergrond de haven.

Dodelijk Jamaica is een spionageroman van auteur Gérard de Villiers en is het 130e deel uit de S.A.S.-reeks, met als protagonist de Oostenrijkse prins en freelance CIA-agent Malko Linge.

## Het verhaal
Jamaica vormt een belangrijke draaischijf in de doorvoer van Narcotica en mensenhandel van Zuid-Amerika naar Noord-Amerika en Europa. De Amerikaanse Drug Enforcement Administration is geïnfiltreerd in een belangrijke bende uit Kingston die is gespecialiseerd in drugs- en mensenhandel met de Verenigde Staten. Een transport met harddrugs bereikt de Verenigde Staten echter niet en waardoor bendelid Dudley Karr wordt ontmaskerd als infiltrant. De bende gijzelt Karr en gebruikt hem voor onderhandelingen met de DEA.
Karr weet echter aan de bende te ontsnappen en weet onder te duiken in de sloppenwijken van Kingston. Deze wijken staan echter onder controle van diverse bendes. Het is slechts een kwestie van tijd voordat Karr opnieuw in handen zal vallen van de drugsbende.
Malko begeeft zich naar Jamaica en raakt verzeild in een keiharde wereld die niet in de toeristische brochures wordt beschreven. Gelukkig krijgt Malko ondersteuning van rechercheur Nichols, een Jamaicaanse met prachtige welvingen.

## Personages
- Malko Linge, een Oostenrijkse prins en CIA-agent;
- Dudley Karr, een Jamaicaanse mensenhandelaar;
- Karen Nichols, een Jamaicaanse rechercheur.